# 建部賢明
建部 賢明（たけべ かたあきら、万治4年1月26日（1661年2月25日） - 正徳6年2月21日（1716年3月14日））は、江戸時代前期から中期の和算家。
延宝4年（1676年）に弟の建部賢弘とともに関孝和に入門し和算を学んだ。

## 著作
- 『大成算経』- 関孝和、建部賢明、建部賢弘が天和3年（1683年）に編纂を開始し28年かけて宝永7年（1710年）に完成させた[1][2]。当時の数学の集大成を試みたものである[2]。
- 『建部氏伝記』[1]
- 『大系図評判遮中抄』 - 『大系図』が沢田源内の偽作であるとし、佐々木六角の系図の誤りを考証したもの[3]。